# Explosões de San Juan Ixhuatepec

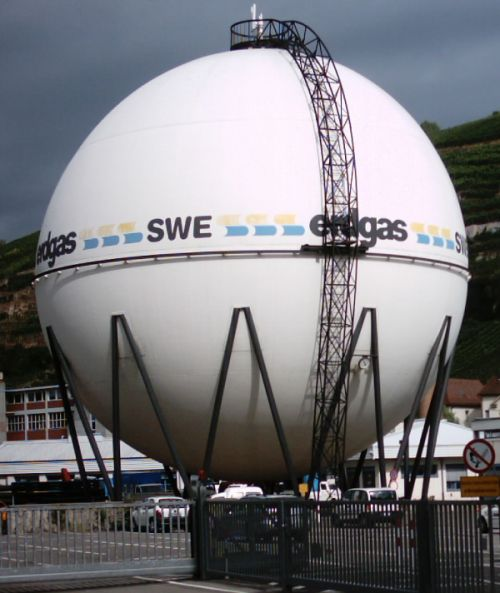
No desastre de San Juanico, seis destes depósitos de gás de petróleo liquefeito (GPL) explodiram, matando de 500 a 600 pessoas e causando queimaduras de 5 000 a 7 000 outras vítimas.

As explosões de San Juan Ixhuatepec, também conhecidas como "explosões de San Juanico" ou "desastre de San Juanico", foram uma série de explosões do tipo explosão de vapores que se expandem ao ferver o líquido ocorridas numa das instalações industriais de armazenamento e distribuição da empresa Petróleos Mexicanos (PEMEX) em San Juan Ixhuatepec, Tlalnepantla de Baz, Estado de México, dentro da Região Metropolitana do Vale do México, e nos seus arredores. As explosões mais fortes começaram às 05h45 (hora do Centro do México) (11h45 UTC) de 19 de novembro de 1984 e terminaram às 07h01min27; explosões menores ocorreram até ao dia seguinte, de manhã.
O acidente provocou a morte de entre 500 a 600 pessoas e cerca de 2 000 feridos, tendo sido evacuadas 60 000 pessoas. Houve danos numa área de até um quilómetro da área industrial sinistrada, devido à explosão violenta de restos da mesma. As vítimas ficaram carbonizadas, asfixiadas pelo gás propano ou em consequência de graves queimaduras. As explosões foram qualificadas à data como das mais mortíferas registadas na história envolvendo gás liquefeito de petróleo e um dos piores acidentes industriais de sempre.
Segundo investigações posteriores das autoridades mexicanas, as explosões foram da responsabilidade da PEMEX.